# Orshansko-Mogilëvskoye Plato
Orshansko-Mogilëvskoye Plato är ett högland i Belarus. Det ligger i den östra delen av landet, 230 km öster om huvudstaden Minsk.
I omgivningarna runt Orshansko-Mogilëvskoye Plato växer i huvudsak blandskog. Runt Orshansko-Mogilëvskoye Plato är det glesbefolkat, med 11 invånare per kvadratkilometer.